# 214 f.Kr.

## Händelser

### Efter plats

#### Karthago
- Karthago övertalar Syrakusa att göra uppror mot Rom och alliera sig med Karthago i stället.

#### Romerska republiken
- Romerska legioner ledda av Tiberius Sempronius Gracchus besegrar Hannos karthagiska styrkor i ett slag nära Beneventum, vilket gör att Hannibal inte kan få sina välbehövliga förstärkningar.
- Den romerske generalen Marcus Claudius Marcellus, som befinner sig på Sicilien vid tiden för Syrakusas uppror, leder en armé som stormar Leontini och belägrar Syrakusa. Med hjälp av Arkimedes' idéer och uppfinningar slår Syrakusaborna tillbaka anfallet från havet.
- Censorerna Publius Furius Philus och Marcus Atilius Regulus fördömer och degraderar (det vill säga berövar på ställning i det romerska samhället och politiken) två grupper av romare med hög ställning, inklusive senatorer och equestrier. Den första gruppen är de officerare, som har tagits tillfånga av Hannibals styrkor i slaget vid Cannae och som har kommit till Rom som karthagisk gisslan, för att vädja till romarna att betala lösen för dem (och sina medfångar), men sedan vägrar att återvända till karthagisk fångenskap, när senaten vägrar att betala lösen för några fångar över huvud taget. Den andra gruppen är de romare, som har förespråkat kapitulation till Karthago efter slaget vid Cannae, eller som har planerat att fly från Rom och erbjuda sina tänster i Grekland, Egypten eller Mindre Asien.

#### Grekland
- Filip V av Makedonien försöker sig på en invasion av Illyrien från havet med en flotta på 120 fartyg. Han erövrar Orikon och kan, när han seglar uppför floden Aous (nuvarande Vjosë), belägra Apollonien.
- Då han får nyheter från Orikon om Filip V:s handlingar i Illyrien går den romerske propraetorn Marcus Valerius Laevinus över Adriatiska havet med sin flotta och armé. Efter att ha landstigit vid Orikon kan Laevinus återta staden utan några särskilda stridigheter.
- Laevinus skickar 2 000 man under Quintus Naevius Cristas befäl till Apollonien. Då han överraskar Filips styrkor kan Quintus Naevius Crista anfalla och förstöra makedoniernas läger. Filip V lyckas fly tillbaka till Makedonien efter att ha bränt sin flotta och ha lämnat många tusen av sina mannar döda eller som romerska fångar.

#### Asien
- Panyu (nuvarande Guangzhou, eller Kanton) etableras som stad.
- Qin Shi Huang beordrar general Ren Xiao (任囂), som för befälet över 200.000 man, att erövra kungarikena i nuvarande norra Vietnam.
- Qindynastins arméer besegrar en armé på 300 000 xiongnu/hunnerkavallerister och utökar sitt territorium utmed Gula flodens norra strand.

## Avlidna
- Hieronymos, sonson till Hieron II och tyrann av Syrakusa (mördad)